# Inhibition latente
L'inhibition latente, dite aussi effet Lubow (Doré 1984), désigne un concept de psychologie expérimentale décrivant la capacité à filtrer les stimulus en prêtant moins d'attention à ce à quoi on est habitué ; un stimulus familier met plus de temps à acquérir un sens qu'un nouveau stimulus. Lubow et Moore ont les premiers fait usage de l'expression.
L'inhibition latente est un processus cognitif inconscient permettant de traiter les stimuli sensoriels.
Un phénomène du même ordre, appelé inhibition rétroactive a été étudié dès la fin du XIXe siècle en psychologie de l'éducation.
L'inhibition est dite « latente » car elle ne se manifeste pas lors des premières expositions au stimulus, mais plutôt dans la phase ultérieure de l'expérience. L'effet apparaît chez toutes les espèces de mammifères qui ont été testées, ce qui suggère des avantages adaptatifs.

## Expérimentation
Le modèle d'apprentissage développé par la psychologie expérimentale associe un stimulus et une conséquence qui lui est associée. On examine, par exemple, comment un rat peut obtenir de la nourriture en répondant à un stimulus comme une forme peinte.
Lubow et ses collaborateurs ont examiné la différence de comportement de l'animal selon qu'il a été ou non exposé au stimulus avant le début de l'expérience. Dans l'exemple précédent, la différence de comportement entre les rats qui avaient vu, avant l'expérience, la forme peinte, sans aucun rapport avec la nourriture, et ceux pour qui le stimulus a toujours été associé à la récompense.
Ils montrent que l'exposition préalable au stimulus, sans rapport avec sa conséquence, diminue la performance des animaux pour atteindre la récompense ou éviter la punition. Lubow et Moore ont appelé l'effet inhibition, puisque l'exposition préalable au stimulus entrave l'apprentissage, et latente, puisque cette inhibition ne se révèle que lorsque le stimulus est effectivement utilisé dans une nouvelle expérience.
Les psychologues ont proposé plusieurs modèles théoriques pour rendre compte de l'effet. Pour les uns, l'exposition aléatoire au stimulus réduit la capacité de l'associer à un comportement. Cet affaiblissement doit être surmonté pour permettre un nouvel apprentissage (Lubow et Weiner 2010). Pour d'autres, le stimulus se trouve toujours associé, d'abord à rien de particulier, puis à la situation d'apprentissage, et, pendant un temps, le sujet hésite entre les deux associations. De façon alternative, il a été proposé que l'inhibition latente était le résultat d'une défaillance de récupération plutôt que d'un échec d'acquisitions.
L'inhibition latente apparaît chez toutes les espèces de mammifères qui ont été testées et dans de nombreux paradigmes d'apprentissage différents, ce qui laisse supposer certains avantages adaptatifs, comme éviter à l'organisme d'associer des stimuli non pertinents avec des événements plus importants.
L'effet Lubow est démontré dans les conditions particulières du laboratoire, où le contexte, identique dans les deux phases de l'expérience, n'apporte aucune information supplémentaire au sujet. Si, au contraire, l'environnement change entre l'exposition préalable au stimulus et l'apprentissage, l'inhibition latente est fortement diminuée.

## Conséquences
Selon les principes de la psychologie expérimentale, ces expérimentations mettent en évidence un processus de base de l'interaction avec le milieu, qui s'exerce, de façon plus complexe, dans les situations ordinaires, pour transformer certaines sensations, mais pas toutes, en perceptions[réf. souhaitée].
Le mécanisme d’inhibition latente désigne généralement le tri que notre cerveau effectue dans les influx sensoriels, qui nous rend conscients d'une partie, en enlevant les bruits, images et sensations de fond afin que nous ne soyons pas submergés par toutes ces informations et que nous puissions nous concentrer sur l’essentiel[réf. souhaitée].
La psychologie de l'éducation a constaté un phénomène du même ordre, appelé inhibition rétroactive, qui fait qu'un apprentissage peut perturber l'acquis d'un apprentissage antérieur, ou qu'une nouvelle expérience entraîne une perte de souvenir. La capacité d'inhibition se développe au cours du vieillissement de l'enfant, permettant la concentration et un apprentissage plus rapide.

## Physiologie
L'hypothèse selon laquelle le processus attentionnel qui produit l'inhibition latente chez les sujets normaux serait dysfonctionnel chez les personnes schizophrènes a considérablement stimulé la recherche chez les humains, ainsi que chez les rats et les souris. De nombreuses données indiquent que les agonistes et les antagonistes à la dopamine modulent l'inhibition latente chez les rats et les humains de condition standard. Les agonistes dopaminergiques tels que les amphétamines abolissent l'inhibition latente, tandis que les antagonistes de la dopamine tels que l'halopéridol et d'autres médicaments anti-psychotiques la potentialisent. En outre, les manipulations des voies dopaminergiques putatives dans le cerveau ont aussi les effets attendus sur l'inhibition latente : l'hippocampe et les lésions septales interfèrent avec le développement de l'inhibition latente, de la même façon que les lésions dans des parties sélectives du noyau accumbens. Concernant les sujets humains, il est évident que les personnes schizophrènes qui ne sont pas sous traitement montrent une réduction de l'inhibition latente par rapport aux personnes schizophrènes sous traitement chronique ou aux sujets standards ; ces deux derniers groupes ne montrant aucune différence dans les quantités d'inhibition latente. Enfin, les sujets symptomatiquement normaux obtenant un score élevé aux questionnaires d'autoévaluation qui mesurent les traits psychotiques ou schizotypiques présentent également une inhibition latente réduite par rapport à ceux qui obtiennent un faible score sur ces échelles.

## Déficit d'inhibition latente
Certaines personnes souffrent d'un « déficit d'inhibition latente ». Un individu doté d'une inhibition latente moyenne est capable de « mettre de côté » des informations cognitives superflues, tels le tic-tac d'une horloge, une odeur ou encore certains détails visuels. À l'inverse, un déficit d'inhibition latente empêche l'individu de s'habituer à la plupart de ces informations cognitives et l'oblige à prêter attention à de plus nombreux détails, entraînant parfois des phénomènes de « saturation » d'informations (voir trouble du déficit de l'attention avec ou sans hyperactivité).
Cette distraction peut se manifester notamment par une inattention générale, une tendance à changer de sujets sans avertissement dans la conversation, etc. Cela ne veut pas dire que toute distraction peut être expliquée par une faible inhibition latente, ou qu'elle suggère que les personnes à faible inhibition latente auront nécessairement du mal à faire attention. Cela signifie, cependant, que la plus grande quantité d'informations entrantes nécessite un esprit capable de la manipuler.
Les personnes ayant une intelligence supérieure à la moyenne sont potentiellement en mesure de traiter efficacement tout ce flux, ce qui permet leur créativité et l'accroissement de la conscience de leur environnement[citation nécessaire]. Par contre, les personnes ayant une intelligence moyenne, ou inférieure à la moyenne, sont moins en mesure de faire face à leur déficit d'inhibition latente, et en conséquence, elles sont plus susceptibles de souffrir de maladie mentale et de surcharge sensorielle. On suppose qu'une faible inhibition latente peut provoquer soit une psychose, soit un niveau élevé de créativité, ou les deux, qui est généralement dépendant de l'intelligence de l'individu. Quand ces personnes ne peuvent pas développer d'idées créatives, elles deviennent frustrées et/ou dépressives.
En 2001, les équipes de recherches de Harvard et de Toronto, conduites par Shelley Carson et Daniel Higgins, ont publié une étude liant le déficit d'inhibition latente et la créativité, mais aussi la schizophrénie. Selon cette étude, quand le QI est élevé, une faible inhibition latente profite à la créativité. À l’inverse, un QI inférieur associé à un déficit d'inhibition latente peut conduire à la schizophrénie, la personne n’étant pas en mesure de traiter toutes ses sensations.
Le déficit d'inhibition latente n'est pas un trouble mental mais plutôt un trait de personnalité[citation nécessaire], et une description de la façon dont un individu absorbe et assimile des données ou des stimuli. En outre, il ne conduit pas nécessairement à des troubles mentaux ou à des réalisations créatives ; il s'agit, comme beaucoup d'autres choses, d'influences environnementales et de prédispositions génétiques, qu'elles soient positives (par exemple l'éducation) ou négatives (par exemple les mauvais traitements).
Un faible niveau inhibition latente permet d'observer plus de détails, de petites choses qui peuvent échapper à des gens ayant un niveau moyen d'inhibition latente. Cela leur permet d'avoir un regard plus complet sur les choses, de gérer de nombreuses idées simultanément (on parle poétiquement d'imagination). Il a parallèlement été démontré qu'une minorité (souvent les HQI) pouvait présenter une mémoire eidétique tandis que certains souffrent, eux, de cas particulièrement extrêmes d'hypermnésie.
Les personnes atteintes d'un bas niveau d'inhibition latente peuvent présenter les symptômes suivants : syndrome général d'adaptation (stress), migraines ophtalmiques (scotome) suivie de céphalées très douloureuses, des crises d'hypotension, des phénomènes de confusion voire de schizophrénie[réf. nécessaire].
Certaines drogues agissent sur l’inhibition latente et peuvent la mettre à un « bas niveau » et ainsi provoquer un raz de marée d’informations chez des personnes ne pouvant les traiter, ce qui peut les rendre malades voir mener à une forme de psychose.[réf. nécessaire]
Lors d'une situation donnant lieu à un niveau de stress conséquent, les personnes atteintes de ce déficit verront leur niveau d'inhibition latente baisser de manière fulgurante, atteignant un seuil hors du commun, encore plus bas qu'à l'ordinaire. Sensibles aux moindres sons, bruits, lumières, variations de l'environnement proches, elles peuvent être saisies de crises de tremblements incontrôlables. Ce sont le plus souvent les hauts QI qui sont atteints par ce genre de phénomènes en situation de stress, néanmoins, ils demeurent en pleine possession de leurs moyens, et développent une activité cérébrale « accrue », leur permettant de traiter encore plus d'informations qu'à l'ordinaire.[réf. nécessaire]

### Causes du déficit d'inhibition latente
Un déficit d'inhibition latente peut survenir à la suite d'un choc traumatique ou psychologique (tel un accident ou une forte dépression), cela peut aussi se produire « naturellement » (comme la perte de la vue, de l'ouïe...) et ce, à n'importe quel âge, mais aussi tout simplement être naturel (dès la naissance).[réf. nécessaire]
On dénombre 35,8 % de la population mondiale présentant des troubles d'inhibition latente (pathologique, psychiatrique, avérée...)[réf. nécessaire]
De hauts niveaux de neurotransmetteurs de dopamine (ou ses agonistes) dans l'aire tegmentale ventrale du cerveau) ont montré une diminution de l'inhibition latente. Certaines dysfonctions des neurotransmetteurs du glutamate, de la sérotonine et de l'acétylcholine sont également impliqués.

### Sources et bibliographie
- (en) Robert E. Lubow et A. U. Moore, « Latent Inhibition : The Effect of Nonreinforced Pre-Exposure to the Conditional Stimulus », Journal of Comparative and Physiological Psychology, vol. 52, no 4,‎ août 1959, p. 415-419 (ISSN 0021-9940)
- François Y. Doré, « Préexposition à la réponse, effet Lubow et masquage dans un apprentissage d'évitement bidirectionnel », L'année psychologique, vol. 84, no 1,‎ 1984, p. 21-42 (lire en ligne)
- Carson, S. (2010). Latent inhibition and creativity. In R.E. Lubow & I. Weiner (Eds.). Latent inhibition: Data, theories, and applications to schizophrenia. New York: Cambridge University Press.
- Carson SH, Peterson JB, Higgins DM. Decreased latent inhibition is associated with increased creative achievement in high-functioning individuals. J Pers Soc Psychol. 2003 Sep;85(3):499-506.
- Escobar, M., Oberling, P., & Miller, R.R. (2002). Associative deficit accounts of disrupted latent inhibition and blocking in schizophrenia. Neuroscience and Biobehavioral Reviews, 26, 203-216.
- Kumari, V., & Ettinger, U. (2010). Latent inhibition in schizophrenia and schizotypy: A review of the empirical literature. In R.E. Lubow & I. Weiner (Eds.) Latent inhibition: Data, theories, and applications to schizophrenia. New York: Cambridge University Press.
- (en) Lubow R.E., « Construct validity of the animal latent inhibition model of selective attention deficits in schizophrenia », Schizophrenia Bulletin, vol. 31,‎ 2005, p. 139–153 (DOI 10.1093/schbul/sbi005)
- Lubow, R.E., & Moore, A.U. (1959). Latent inhibition: The effect of non-reinforced preexposure to the conditioned stimulus. Journal of Comparative and Physiological Psychology, 52, 415-419.
- (en) R.E. Lubow et I. Weiner (Eds.), Latent inhibition: Data, theories, and applications to schizophrenia, New York, Cambridge University Press, 2010.
- (en) I. Weiner, « What the brain teaches us about latent inhibition (LI): The neural substrates of the expression and prevention of LI », dans R.E. Lubow & I. Weiner (Eds.), Latent inhibition: Data, theories, and applications to schizophrenia, New York, Cambridge University Press, 2010.
- (en) I. Weiner et Arad, « The pharmacology of latent inhibition and its relationship to schizophrenia », dans R.E. Lubow & I. Weiner (Eds.), Latent inhibition: Data, theories, and applications to schizophrenia, New York, Cambridge University Press, 2010.